# ヒロシマ・サバイバー
ヒロシマ・サバイバー（英: Hiroshima Survivor）とは、アメリカ合衆国国立樹木園にある、ゴヨウマツ（英: Japanese White Pine）の盆栽。元々盆栽を所有し育てていた広島の盆栽職人である山木勝から、山木松 (Yamaki pine)、山木盆栽 (Yamaki Bonsai)とも。

## 概要
宮島五葉松の盆栽で、樹高100cm、幹の最大直径30cm。手入れを始めたのが1625年（寛永2年）であることから、遅くとも2025年には樹齢400年に達する。アメリカ国立樹木園内、盆栽・盆景博物館の日本館に展示されており、その中で最も高樹齢に当たる。
もう一つの特徴が、1945年広島市への原子爆弾投下によって被爆した被爆樹木ということである。山木家は江戸時代から林業と盆栽を家業にしており、この盆栽は当時爆心地から約2.5km離れた山木家の庭にクロマツなどの多数の盆栽とともにあり、原爆の閃光・爆風を直接浴びているが、庭の周りの家屋がある程度遮ったため無事だった。また山木家のある己斐は被爆後1時間近く降った黒い雨の降雨地域であるが、この盆栽に目立った症状は現れていない。
1976年、アメリカ独立宣言200周年記念（アメリカ・バイセンテニアル）を機に日本盆栽協会からアメリカ盆栽・盆景博物館へ数点寄付をする話となり、協会広島支部長だった山木勝もこれに応え寄付し、現在に至っている。当初アメリカ側はこの盆栽が被爆していた事実を知っておらず、2001年山木の家族が来園した際に初めて知ることになる。

## ギャラリー

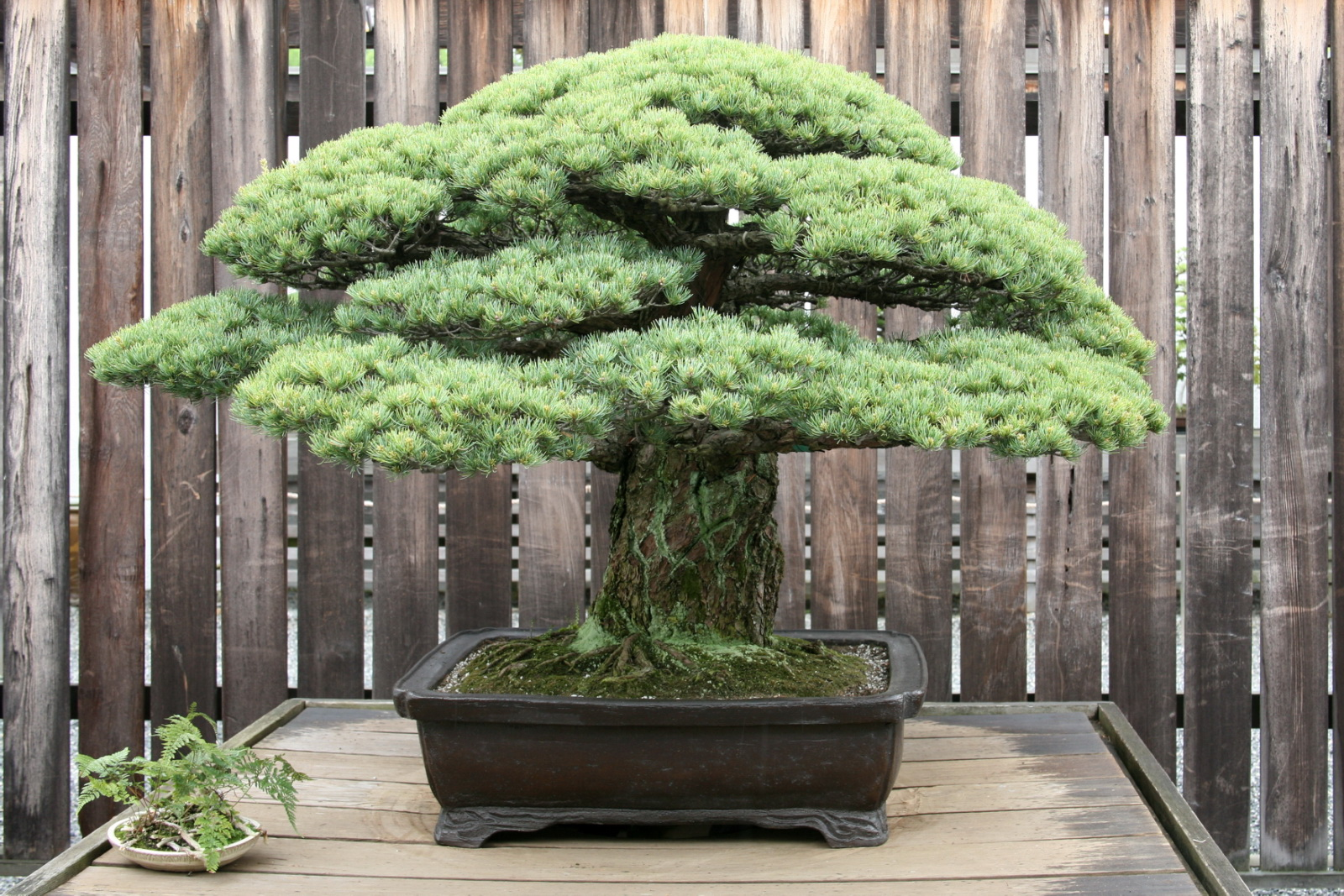
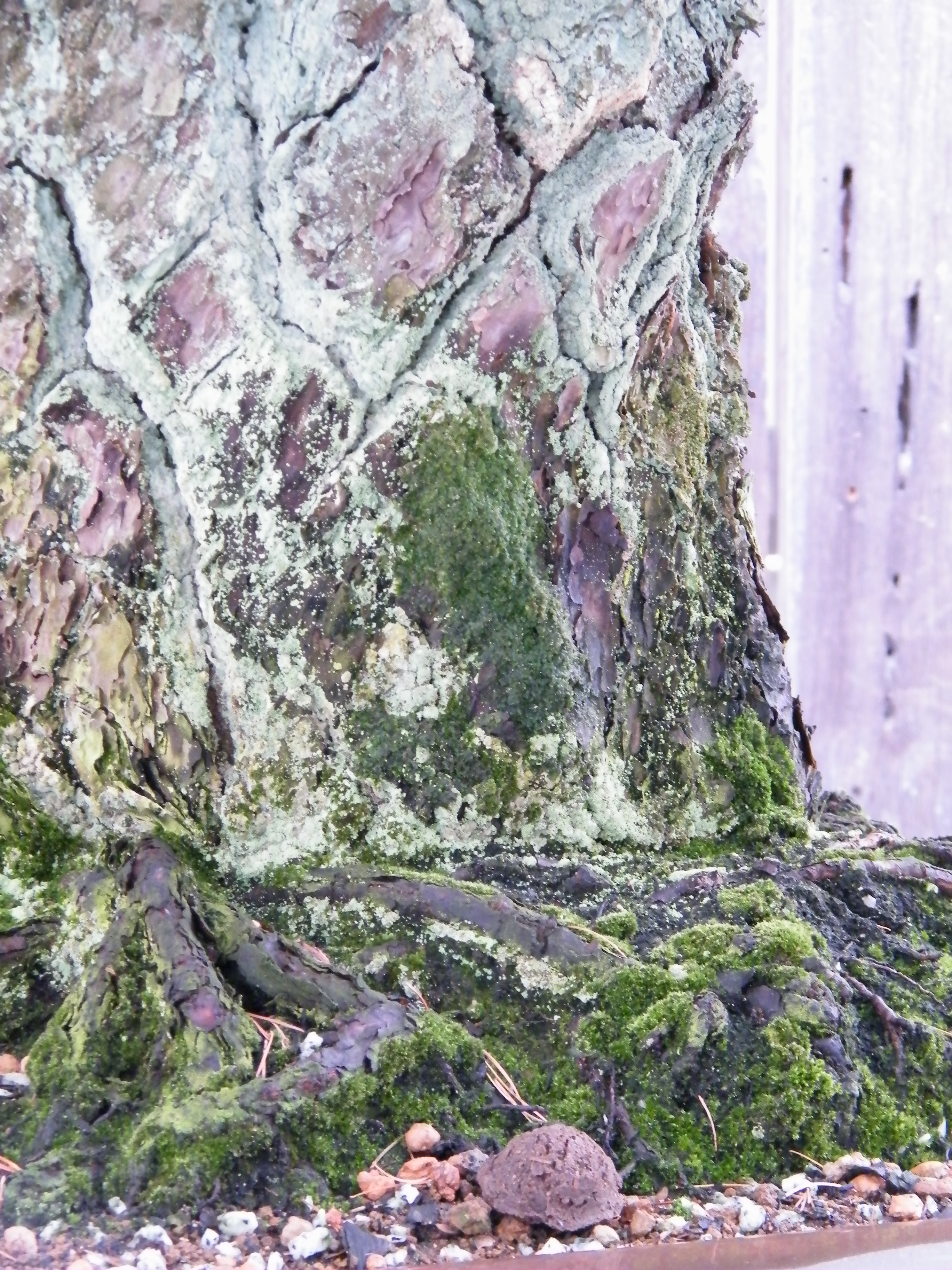
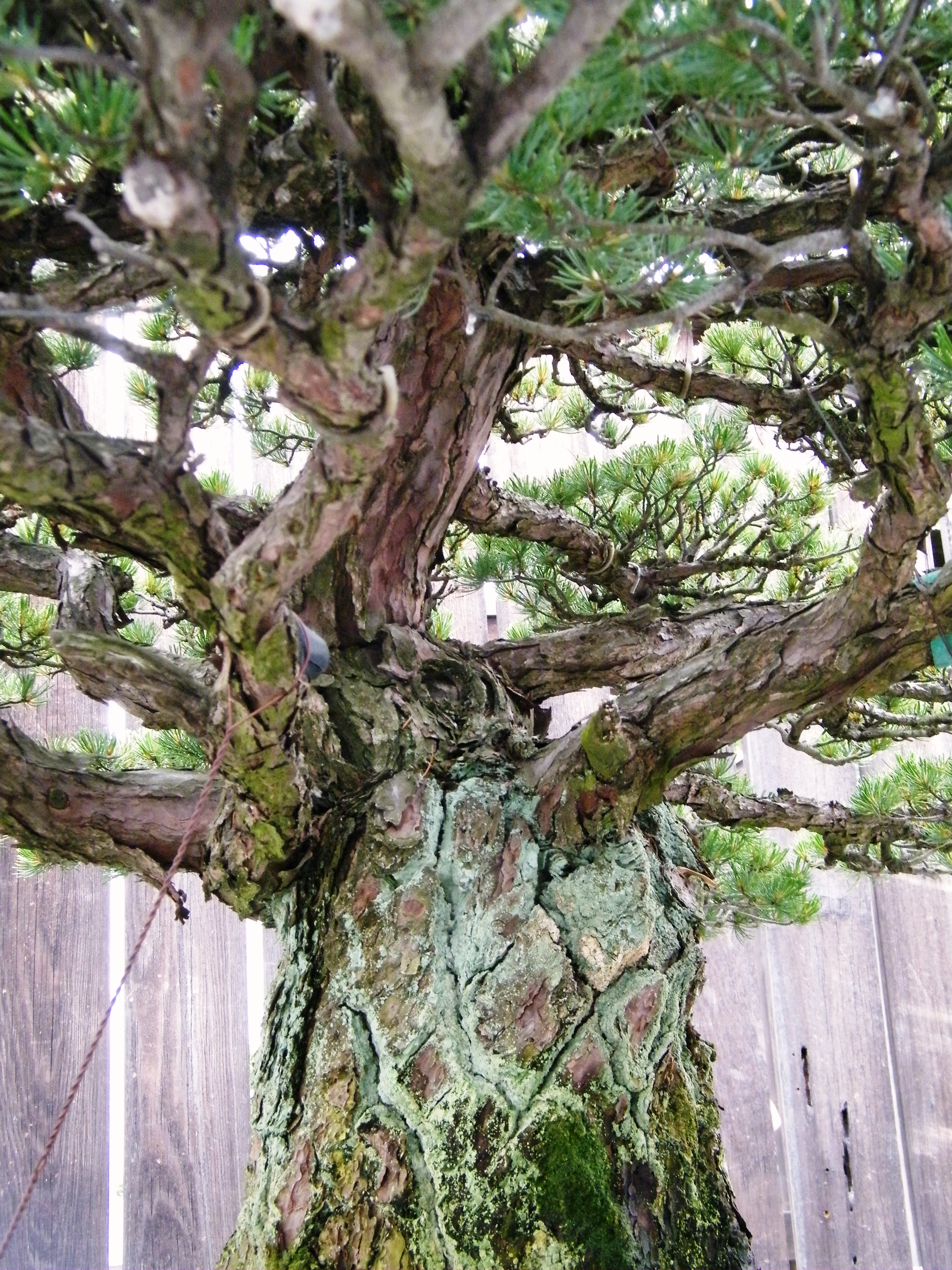